# Jan Albert Engelchor

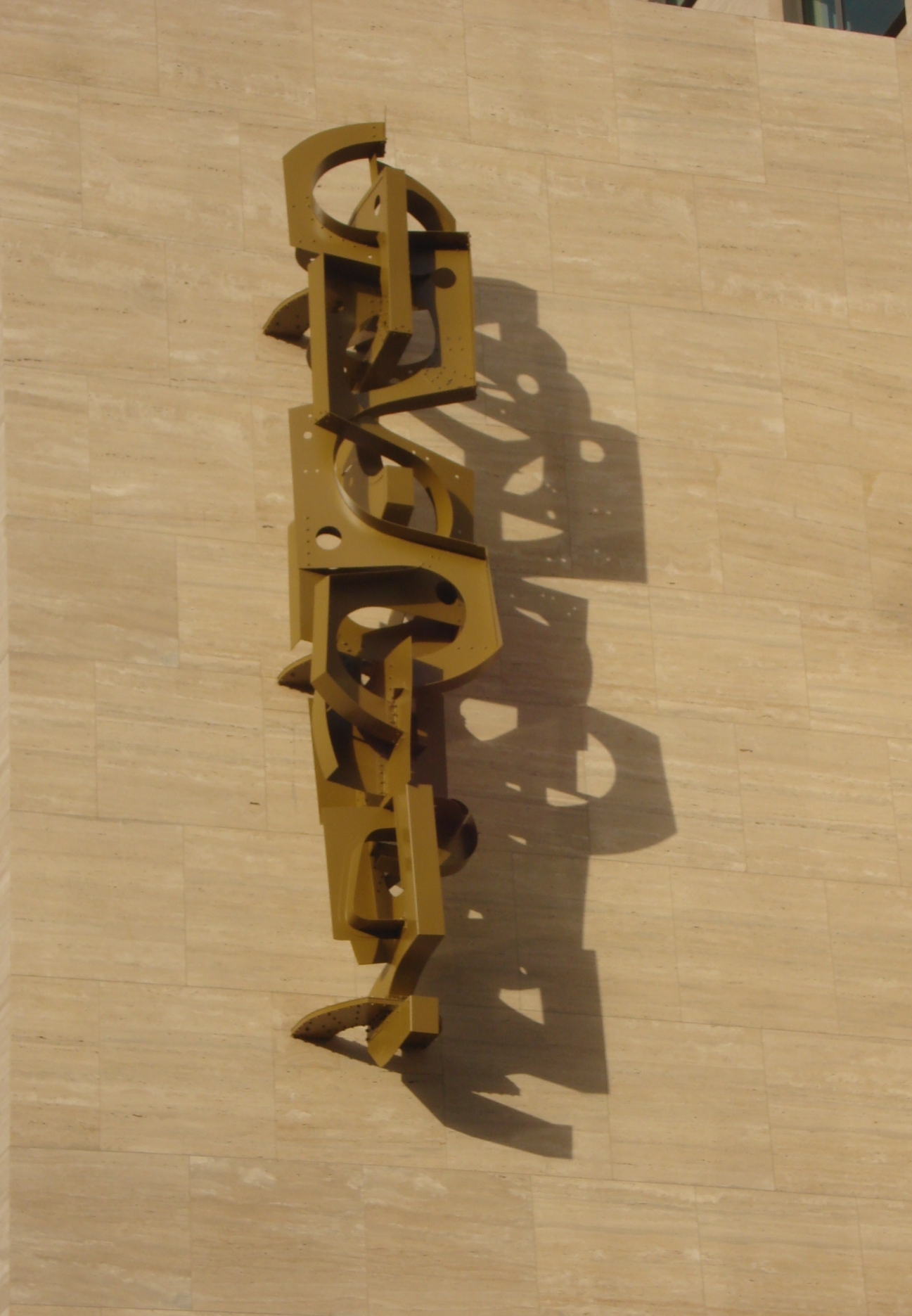
Metaalreliëf (1954) van Engelchor op de pui van de voormalige Slavenburg's bank tegenover het Rotterdamse Stadhuis op het Stadhuisplein

Jan Albert Engelchor (Amsterdam, 8 december 1920 – Bussum, 12 mei 1976) was een beeldend kunstenaar.
Engelchor specialiseerde zich in schilderkunst en beeldhouwkunst. Hij werd opgeleid aan de Rijksakademie van beeldende kunsten in Amsterdam. In 1946 won hij de Cohen Gosschalkprijs. Na zijn studie verbleef hij langere tijd in Parijs, waar hij werd geïnspireerd door zijn (later beroemd geworden) Franse tijdgenoten. In 1947 huwde hij met de beeldhouwster Margot Hudig-Heldring, van wie hij later scheidde. Zij kregen een dochter en een zoon.
Diverse monumentale beelden van Engelchor hebben elders in Nederland een belangrijke bestemming gekregen. Zijn schilderijen zijn minder bekend. 
- Biografisch Portaal: 19774867
- Gemeinsame Normdatei: 174307691
- International Standard Name Identifier: 0000 0003 5833 5279
- RKD-Nederlands Instituut voor Kunstgeschiedenis: 26283
- Virtual International Authority File: 206322226
- WorldCat: E39PBJy4j7gBCRv8TkbbGwFBT3